# I Don't Love You
 (janvier 2024).
Si vous disposez d'ouvrages ou d'articles de référence ou si vous connaissez des sites web de qualité traitant du thème abordé ici, merci de compléter l'article en donnant les références utiles à sa vérifiabilité et en les liant à la section « Notes et références ».
I Don't Love You est une chanson du groupe My Chemical Romance, extraite de leur album The Black Parade et sortie en single en avril 2007.
Cette chanson a pu être écrite par Gerard Way pour Bert McCracken, chanteur de The Used. Les phrases « So take your gloves and get out » et « So fix your eyes and get up » le prouveraient, car Bert McCracken porte souvent des gants et se drogue encore, contrairement à Gerard Way, ses yeux doivent donc être injectés de sang.[réf. nécessaire]